# Țiptelnic, Mureș
Țiptelnic este un sat în comuna Band din județul Mureș, Transilvania, România.

## Istoric
Pe Harta Iosefină a Transilvaniei din 1769-1773 (Sectio 127), localitatea apare sub numele de „Szaltelek”.